# Phyto
Phyto is een geslacht van insecten uit de familie van de afvalvliegen (Heleomyzidae), die tot de orde tweevleugeligen (Diptera) behoort.

## Soorten
- P. adolescens Rondani, 1861
- P. angustifrons (Rondani, 1856)
- P. brevipila Herting, 1961
- P. celer (Rondani, 1862)
- P. cingulata (Zetterstedt, 1844)
- P. discrepans Pandelle, 1896
- P. fernandezyepezi Baez, 1988
- P. hertingi Baez, 1979
- P. melanocephala (Meigen, 1824)
- P. nigrobarbata (Becker, 1908)
- P. similis Stein, 1924
- P. subalbida Herting, 1961